# 決勝前線
《決勝前線》（俄语名直译“深入敌后2”），是由Best way開發的即時戰术遊戲，育碧软件发行。這遊戲是2004年的《士兵：二战英雄》的續集。有鑑於《士兵：二战英雄》可以控制一些小隊隊員單獨奮戰於敵境，《決勝前線》決心帶領玩家體驗高度且自主的人工智慧控制隊伍於大規模戰役中。此遊戲擁有全3D引擎可使玩家掌握戰況視角更甚於前代。開發者更加強了多人戰役於此遊戲，賦予更多的表現方式和選擇。遊戲發售於俄羅斯2006年9月8日（由1C Company代理），北美2006年9月12日。

## 單人遊戲模式
難度可分為遊戲模式（Arcade Mode）及戰術模式（Tactic Mode），換句話說，也就是簡單及困難。而德軍 、英美盟軍、蘇軍將是玩家在此能使用的軍隊。
| 德軍                                           | 英美盟軍                     | 蘇軍                             |
| ---------------------------------------------- | ---------------------------- | -------------------------------- |
| 基本訓練（Basic Training）                     |                              |                                  |
| 坦克訓練（Tank Training）                      |                              |                                  |
| 奈美根橋（Nijmegen bridge）                    | 雷達站（Radar）              | 盧布林（Lublin）                 |
| 維爾茨（Wiltz）                                | 法萊斯（Falaise）            | 奪回文件（Return The Documents） |
| 斯圖蒙（Stoumont）                             | 瓦爾赫倫島（Walcheren Isle） | 要塞（Stronghold）               |
| Clerf                                          | 馬斯垂克（Maastricht）       | Seelow Station                   |
| Marvie                                         | 阿夫朗什（Avranches）        | 側襲（Flank Assault）            |
| 迪南（Dinant）                                 | Saint-Lambert                | Neuenhagen                       |
| 羅什福爾（Rochefort）                          | 巴斯托涅（Bastogne）         | 萊特車站（Lehrter Bahnhof）      |
| 必須完成以上所有關卡，才會自動解開以下隱藏關卡 |                              |                                  |
| 魯汶（Louvain）                                | 奧馬哈海灘（Omaha Beach）    | 德國國會大樓（Reichstag）        |

## 多人遊戲模式
過去Soldiers：Heroes of World War II只能連IP，現在Faces of War可以連線別人開的遊戲房間（1-8名玩家）。遊戲支援德軍、英美聯軍、蘇聯三種國家。
決勝前線在1.04.1版本，支援以下6種多人模式：
- Battle Zone（戰略點）：搶點、守點，累計分數。

- Chicken Hunt（捉雞）：你的同伴們肚子餓了，除了偷走兇惡農場主人的雞隻來補充能量外，沒有其餘選擇。抓農場的雞，累計分數。會有血超厚、攻擊力超強鬍子大叔（農場主人）把關，殺死大叔和敵方單位都不會得分。地圖有三個農場。當農場的主人陣亡，自動轉為其餘兩個農場，如此類推。

- Combat（團體對抗）：可以選自己國互打（Ex:德國打德國），或是對立國互打（Ex:德國打蘇聯）。一開始分兩隊進行，建立關卡者可以決定兩隊的國家，後來加入的玩家自己選擇要加入哪一隊之中。最多支援4X4共8隊同時連線。

- Combat FFA（誅死對抗）：沒有分隊，除了自己以外都是敵人，最多8人同時進行遊戲，國家自選。

- Cooperative（合作破關）：可以多人一起破單人劇情關卡，最多支援四個玩家

- Front Line（前線）：一方當進攻方，一方當守備方，一場結束後，攻守互換。進攻方要努力進攻，佔領守方根據地；守方要努力防守，防止對方佔領。其間進攻方資源採時間制，不同單位能製造的時間不同，要等時間；進攻方可以製造所有載具。守方資源採預設制，每個據點算一輪，每輪給予一固定點數。每個單位製造點數不同，點數花費後不補充，用完就沒了。防禦方只能製造防禦性武器，中、重型戰車與火箭車都不能製造。共三次進攻機會，每次成功佔領對方據點後。守方會退往下一個據點，進攻方也會被強制移動到之前佔領的據點。每移動一次據點，地形越狹窄，對守方越有利。

## 載具武器
遊戲中包含以下陸、海、空載具武器

### 蘇聯

#### 機車，車，卡車
- 67B
- M-72
- ZIS-5（運兵車）
- ZIS-42
- GAZ-67, GAZ-67B

#### 裝甲車
- M3半履帶車
- BA-64
- BA-11

#### 坦克
- T-70輕型坦克
- BT-7中型坦克
- T-34/57中型坦克
- T-34/76中型坦克 （掃雷型）
- T-34/85中型坦克
- IS-2重型坦克
- KV-85重型坦克
- KV-1重型坦克

#### 防空炮
- ZIS-42 with Quad

#### 自走炮
- SU-85自走砲
- SU-76M自走反坦克炮
- ISU-152自走榴彈炮
- BM-13 "卡秋沙"

#### 戰機
- IL-2攻擊機 （M3/IL-2M3）

#### 海上
- PG-117
- YA-5
- BK-1124

#### 火炮
- ZIS-3式中型反坦克炮

### 德國

#### 機車，車，卡車
- VW 82水桶吉普車
- Horch Car
- R12
- Blitz 3.6-36（with modifications）

#### 裝甲車
- Leichter_Panzerspahwagen|SdKfz-223
- Sdkfz.251/22反坦克半履帶車（Equipped with a 37 mm Pak 36 anti-tank gun mount）

#### 坦克
- 一號坦克（Pz I （B））
- 二號坦克（Pz Luchs）
- 三號坦克（Pz III （N））
- 三號除雷坦克（Pz Sapper）
- 四號坦克（Pz IV Ausf.G）
- 豹式坦克（Pz V Panther）
- 虎I坦克（Pz VI Tiger）
- 虎II坦克（Pz VI Konigstiger）

#### 防空炮
- Panzer I|Flakpanzer-I
- SdKfz 7|SdKfz-7/1
- 旋風自走防空炮
- FlaK 38四聯裝20毫米防空炮

#### 自走炮
- 追獵者式戰車
- 胡蜂自走炮
- Panzerwerfer|SdKfz-4/1 "Panzerwerfer"

#### 火炮
- PaK 40反坦克炮
- sFH 18 150mm
- FlaK 38 20毫米防空炮
- Flak 41 88毫米火炮
- Granatenwerfer sGrW 42
- Raketenwerfer 56

#### 戰機
- Bf 109戰鬥機
- Ju 87俯衝轟炸機
- Fi-156 Storch

### 英美同盟

#### 機車，車，卡車
- Willys MB , Willys AT（吉普車）
- GMC Refueller（加油車）
- GMC CCKW-353（運輸兵車）
- Dodge WC-56

#### 裝甲車，兩棲載具
- M8灰狗裝甲車
- M20通用裝甲
- LVT（A）鱷魚兩棲登陸火力支援車（兩棲載具）
- M3A1（半履帶裝甲運輸兵車）
- M16 半履帶反空裝甲車

#### 坦克
- M4雪曼
- M4雪曼中型坦克（掃雷型）
- M4A3雪曼Calliope
- 雙D雪曼水陸兩棲坦克
- M4螢火蟲坦克
- M26潘興
- Mk.VII傘兵戰車
- M36 Jackson

#### 防空炮
- Crusader AAII

#### 自走炮
- M7牧師
- M8自走輕型榴彈炮
- MK.I Bishop
- A39

#### 火炮
- M1A1 75毫米輕型榴彈炮
- QF25磅輕型榴彈炮

#### 戰機
- P-51野馬戰鬥機
- CG-4A Hardrian
- G.A.L.49 Hamilc

## 遊戲評價
- GameSpot                6.0/10
- IGN                     7.0/10
- Gamers Europe           7.5/10
- 2404 - PC Gaming        8.9/10
- PC Gamer               46/100
- PC Zone UK             75/100
- PC Format UK           79/100
- Computer Games Mag      2.5/5
- Jolt Online Gaming UK   5.4 /10
- Fragland               75.5/100
- Gamers Temple          60 / 100
- Pro-G                   6 / 10
- Pelit （Finland）        90 / 100
- Gameplanet              3 / 5
- Games Radar             6 / 10
- Gamer Within            5.6 / 10
- TotalVideoGames         5 / 10

## 遊戲資料片
由Digitalmindsoft一手製作的Faces Of War資料片，資料片將會新增玩家戰績記錄系統功能、新增武器載具、新建築物、任務以及新塗裝等等，資料片更加會把遊戲優化。

## 外部連結
- （英文）決勝前線官方網站 （页面存档备份，存于）
- （英文）決勝前線官方討論區[永久]